# Comuna de Świerzno
Świerzno (polaco: Gmina Świerzno) é uma gminy (comuna) na Polónia, na voivodia de Pomerânia Ocidental e no condado de Kamieński.
De acordo com os censos de 2005, a comuna tem 4215 habitantes, com uma densidade 30,0 hab/km².

## Área
Estende-se por uma área de 140,20 km².

## Demografia
Dados de 30 de Junho 2004:
|                      | Total   | Total | Mulheres | Mulheres | Homens  | Homens |
| -------------------- | ------- | ----- | -------- | -------- | ------- | ------ |
|                      | pessoas | %     | pessoas  | %        | pessoas | %      |
| População            | 4215    | 100   | 2133     | 50,6     | 2082    | 49,4   |
| Densidade (pop./km²) | 30,1    | 100   | 15,2     | 15,2     | 14,9    | 14,9   |

De acordo com dados de 2002, o rendimento médio per capita ascendia a 1365,67 zł.